# Мёрфи, Рошин
Роши́н Мари́ Мёрфи (англ. Róisín Marie Murphy) (род.: 5 июля 1973, Арклоу, графство Уиклоу, Ирландия) — британская певица ирландского происхождения, автор песен и композитор, прежде широко известная как вокалистка Moloko. После распада группы Мёрфи выпустила свой дебютный альбом Ruby Blue в 2005 году, записанный и спродюсированный совместно с экспериментальным музыкантом Мэтью Хербертом. Альбом был хорошо встречен критиками. Второй альбом Overpowered вышел в 2007 году.
После восьмилетнего перерыва (который, тем не менее, включал выпуск нескольких синглов и сайд-проекты, в которых Мёрфи участвовала как приглашенная вокалистка), её третий альбом Hairless Toys был выпущен в 2015 году; впоследствии он был номинирован на премию «Mercury Prize» и премию «Choice Music Prize» в Ирландии. В следующем году она выпустила свой четвёртый альбом Take Her Up to Monto (2016). На протяжении всей своей карьеры Мёрфи получала положительные отзывы критиков за своеобразие музыки, выступлений и визуального стиля.

## Биография

### Ранние годы
Мёрфи родилась и воспитывалась в Арклоу, графство Уиклоу, Ирландия. Когда ей было двенадцать лет, семья переехала в Манчестер, Англия. Мёрфи вдохновлялась модой 1960-х годов у своей матери, антикварного торговца на блошиных рынках. Она скрывала свои певческие таланты, не желая, чтобы другие люди знали, что она «звучала как Элейн Пейдж», сама же слушала Sonic Youth и Pixies.
После трёх лет жизни в Манчестере её родители развелись и вернулись в Ирландию. Мёрфи настаивала на том, чтобы остаться жить одной в Великобритании, так как думала о том, что мать уже была не в состоянии заботиться о ней. Мёрфи жила со своим лучшим другом в течение года, пока не смогла получить Жилищное пособие и снять квартиру по соседству. Она была подвержена издевательствам в школе, но вскоре подружилась с группой «странных мальчиков, которые ходили в чёрном» и слушали The Jesus and Mary Chain. Мёрфи присоединилась к пост-панк группе, которая распалась после нескольких выступлений. Она поступила в 6th form колледж (колледж шестого класса) в семнадцать лет, а позже попала в художественную школу. Затем переехала в Шеффилд, где начала ходить в ночные клубы и вдохновлялась творчеством дизайнера Вивьен Вествуд, которое наблюдала в лондонском клубе Trash.

### 1994—2003: группа Moloko
В 1994 году Мёрфи познакомилась с Марком Брайдоном на одной из вечеринок; до встречи с ним Мёрфи не имела профессионального опыта пения. Знакомство их началось со ставшего знаменитым вопроса Мёрфи: «Тебе нравится мой обтягивающий свитер?» (фраза Do You Like My Tight Sweater? стала названием дебютного альбома совместного проекта Брайдона и Мёрфи: группы Moloko — в 1995 году) и быстро обернулось романтической связью, продлившейся до выхода самого последнего альбома Moloko — Statues (2003).
Выступая в группе, Мёрфи приобрела славу нестандартной вокалистки благодаря необычному голосу, который в сочетании с неординарными аранжировками партнёра Мёрфи по группе Марка Брайдона стал их фирменным отличительным знаком. В промежутке между Do You Like My Tight Sweater? и Statues Мёрфи спела ещё на двух альбомах Moloko (плюс два сборника ремиксов и лучших песен группы) — I Am Not a Doctor (1998) и Things To Make And Do (2000).
Кроме Moloko Мёрфи участвовала в записи нескольких песен с такими музыкантами, как Handsome Boy Modeling School и Борис Длугош, для которого она выступила в качестве вокалистки на песне «Never Enough» (запись стала большим клубным хитом в Европе).
Ставший очень успешным среди критиков и поклонников группы, альбом Statues ознаменовал собой прекращение существования группы Moloko и разрыв личных отношений между Мёрфи и Брайдоном.

### 2004—2008: Сольная карьера, альбомыRuby Blue,Overpowered
Покинув дуэт, Мёрфи записала в 2004 году сольную пластинку под названием Ruby Blue. Продюсером записи стал композитор и диджей Мэтью Херберт, который ранее уже работал с Moloko над несколькими ремиксами песен. Альбом вышел летом 2005 года в Европе и в апреле 2006 года в США, получил высокие оценки музыкальных критиков (авторитетный сайт Pitchfork Media поставил диску высокие 8,4 балла), хотя не стал большим хитом продаж в мире. Выход Ruby Blue и последующий успешный тур по Европе доказал самостоятельность Мёрфи в музыкальном плане; на записи певица экспериментировала с джазом, роком и поп-музыкой, при этом оставаясь верной электронной канве звучания Moloko. Альбом был записан на студии Echo Records.
В 2006 году Мёрфи заключила контракт с крупной звукозаписывающей компанией EMI Records на запись и выпуск своего второго альбома. Пластинка получила название Overpowered. Её релиз в Европе и России состоялся 15 октября 2007 года. Первый (одноимённый) сингл с него был выпущен в начале июля 2007 года: запись показала, что артистка решила вернуться к более традиционному электронному поп-диско, сделавшему некогда популярным диск Moloko Statues. Второй сингл в поддержку альбома был выпущен в начале октября 2007 года; им стала композиция «Let Me Know».
Во время московского выступления 27 октября 2007 года с Рошин произошёл серьёзный инцидент: певица рассекла себе бровь и сломала надбровную кость. Мёрфи была тут же оказана медицинская помощь и певица была отправлена в больницу. После были отменены несколько концертных дат тура.

### 2009—2014: участие в других проектах
Несмотря на идейные разногласия с лейблом EMI, Мёрфи снова начала работать с Sejii на третьим сольным альбомом. В 2008 году она записала кавер-версию песни Брайана Фэрри «Slave to Love», которая стала саунд-сопровождением модного показа Gucci и вскоре выпущена на промосингле «Movie Star». Мёрфи представила промо нового материала в клубе SEone в Лондоне в 2009 году, выступив с синглами «Momma’s Place» и «Hold up Your Hands». В ноябре 2009 года состоялась премьера сингла «Orally Fixated» на её странице Myspace. Песня была выпущена позднее в этом месяце в издании The Guardian, предлагающем бесплатную загрузку песни в течение 48 часов.
В 2009 году в своем личном блоге Мёрфи написала, что ожидает первого ребёнка. В период с 2009 по 2011 год Мёрфи записывала большое количество песен, многие из которых так и остались невыпущенными. Также она становилась приглашенной вокалисткой у многих электронных музыкантов вплоть до 2013 года. Единственной авторской работой исполнительницы в тот период был сингл «Simulation», выпущенный для онлайн-прослушиваний в декабре 2011 года.

### 2014 —н.в.:Mi Senti,Hairless Toys,Take Her Up to Monto
В 2014 году Мёрфи выпустила италоязычный EP под названием Mi Senti, включивший пять песен известных итальянских исполнителей и одну собственную песню Рошин. EP был выпущен в Ирландии 24 мая, затем 28 мая в Италии.

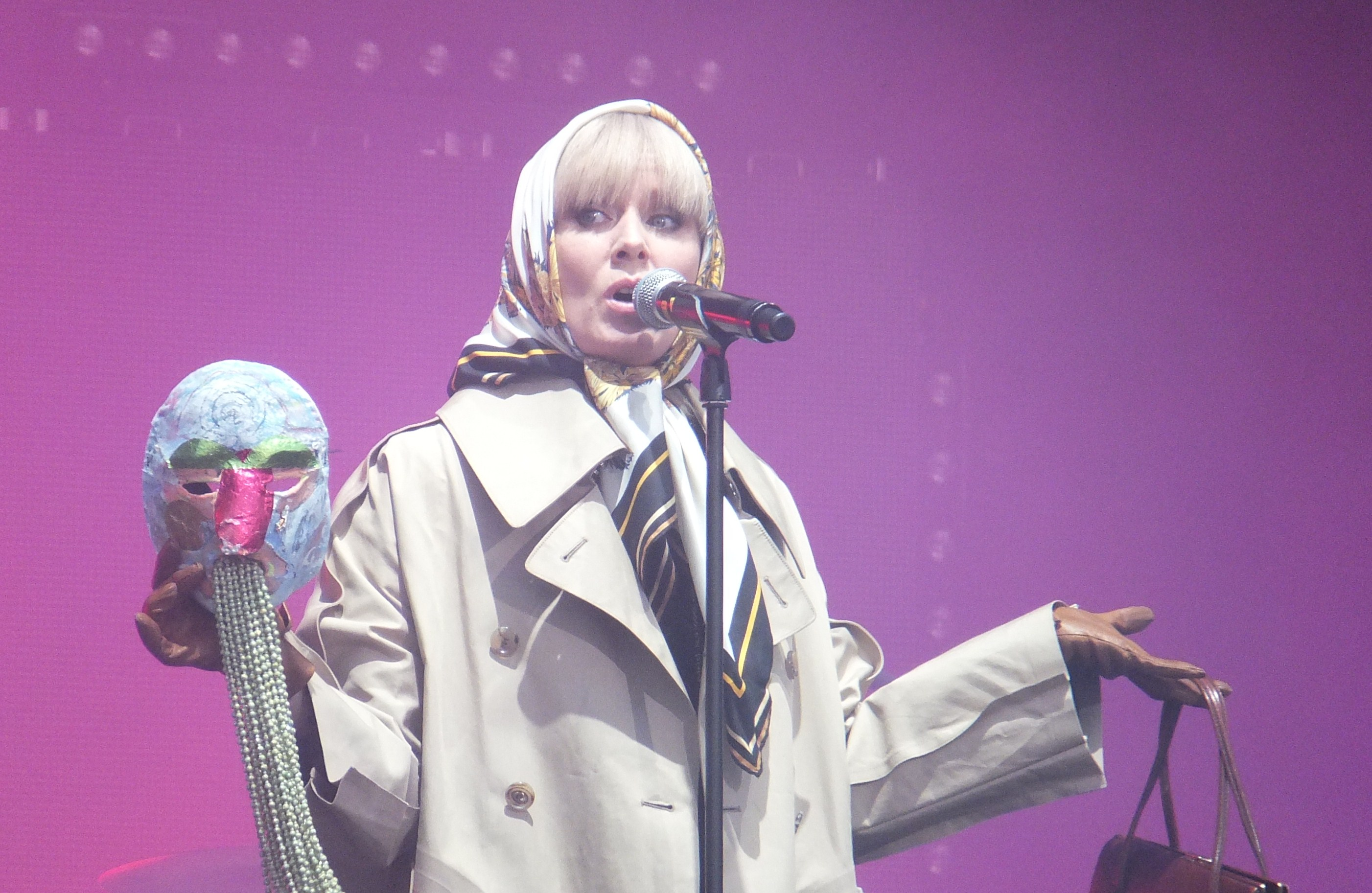
Мёрфи выступает на Flow Festival в Хельсинки, 2015

16 февраля 2015 года на своей странице в SoundCloud Мёрфи опубликовала первую композицию с альбома Hairless Toys. Альбом стал первой полноценной записью Мёрфи за восьмилетний перерыв и получил положительные отзывы критиков.
1 марта 2016 года Мёрфи на своей странице социальной сети Facebook сообщила, что заканчивает работу над мастерингом новой записи в Амстердаме. Альбом Take Her Up to Monto вышел 8 июля 2016 года. Работа над альбомом велась одновременно с записью альбома Hairless Toys вместе с продюсером-мультиинструменталистом Эдди Стивенсоном (с ним певица сотрудничала продолжительное время — ещё со времен их участия в Moloko). Название альбома отсылает к одноимённой ирландской народной песне, ставшей популярной в исполнении группы The Dubliners в 1960-е годы. Эту песню часто пел отец Мёрфи, когда та была ребёнком. За этими двумя работами последовал ряд выступлений певицы на европейских музыкальных фестивалях и североамериканских концертах.
В течение 2018 года лейбл The Vinyl Factory выпустил серию из четырёх 12-дюймовых синглов. Восемь композиций были спродюсированы Морисом Футлоном в стиле хаус. Все они длятся около шести минут и на каждый трек стороны А был выпущен клип, срежиссированный самой певицей.

## Артистизм
Рошин Мёрфи изгнанная поп-принцесса глэма. Она репрезентует сладость – диско и искусства, чувственности и интеллигенции, роскошной оболочки и экзистенциальной тревожности - что когда-то казалось неизбежным, то теперь стало практически непостижимым.
Electronic Beats описали Мёрфи как «настоящую королеву арт-поп музыки этого восходящего века», написав, что «её чувственный и зловещий посыл рассыпается в разнообразные жанры и настроения». AllMusic описывают её как «производителя авантюрной, всепоглощающей поп-музыки, хитросплетенной с диско и „горячим“ джазом». Австралийская газета OutInPerth называла её «королевой ирландского авангарда». Джузеппе Зеволли из издания Drowned in Sound написал, что «она соединяет поп, хаус и диско с авангардной чувственностью и потрясающей визуальной подачей, никогда не перестающей быть провокацией». Критик Марк Фишер поставил её музыку в один ряд с глэм направлением, включающим Roxy Music, Грейс Джонс и новых романтиков, исключая внимание Мёрфи к культивированию персоны и переигрыванию образами.
Звучание ранних работ Moloko опиралось на электронные и трип-хоп влияния, прежде чем трансформироваться в более органичное. Её поистине иная сольная работа включала в себя сотрудничество с экспериментальным джазовым композитором Мэтью Гербертом и электронным продюсером Эдди Стивенсом, которые создали музыкальную палитру из вариаций хауса, драг-культуры и авангардной электроники. Мёрфи известна контральто-вокалом, который описывается как джазовый с диапазоном от A2 до A5. Хизер Фарес описал вокальные данные как «комбинацию диких голосовых вариаций и текстур: от бесстрастно холодного к великолепно пленительному и эксцентрично ликующему». Как оказавших наибольшее влияние на Мёрфи выделяют Sonic Youth (в частности Ким Гордон), Pixies, Talking Heads и Грейс Джонс.
Мёрфи привлекла значительное внимание и интерес за счёт эксцентричных и изменчивых образов. Electronic Beats отметили «её репутацию впереди авангарда высокой моды и занятой ниши в мире модной элиты».

## Личная жизнь
У Мёрфи есть дочь от художника Саймона Хенвуда, Клодаг, родившаяся 15 декабря 2009 года. Мёрфи в настоящее время находится в отношениях с Себастиано Проперци, от которого у неё второй ребёнок, сын Тадх, родившийся в сентябре 2012 года.

## Дискография
- Ruby Blue (2005)
- Overpowered (2007)
- Hairless Toys (2015)
- Take Her Up to Monto (2016)
- Róisín Machine (2020)
- Hit Parade (2023)